# Adri van der Poel
Adri van der Poel (Hoogerheide, 17 de juny de 1959) va ser un ciclista neerlandès, que fou professional entre 1981 i 2000. Durant la seva carrera esportiva aconseguí més de 100 victòries. Destaquen les seves victòries a clàssiques com el Campionat de Zúric (1982), la París-Brussel·les (1985), la Clàssica de Sant Sebastià (1985), el Tour de Flandes (1986), la Lieja-Bastogne-Lieja (1988) o l'Amstel Gold Race (1990). El 1987 guanyà el Campionat dels Països Baixos en ruta.
El 1983 guanyà la medalla de plata al Campionat del món de ciclisme en ruta.
Durant bona part de la seva carrera esportiva va combinar la carretera amb el ciclo-cross, especialitat en la qual guanyà nombroses curses, destacant el Campionat del Món de 1996.

## Palmarès en ruta
- 1981
  - Vencedor d'una etapa a la París-Niça
  - Vencedor d'una etapa al Critèrium del Dauphiné Libéré
- 1982
  - 1r al Campionat de Zúric
  - Vencedor d'una etapa a la París-Niça
- 1983
  - 1r al Grote Prijs Jef Scherens
  - 1r al Nationale Sluitingsprijs
  - Vencedor d'una etapa a la Volta a Luxemburg
- 1984
  - Vencedor d'una etapa de la Tirrena-Adriàtica
- 1985
  - 1r a la París-Brussel·les
  - 1r a la Clàssica de Sant Sebastià
  - 1r a la Fletxa brabançona
  - 1r al Grand Prix de l'Escaut
  - 1r al Grand Prix d'Isbergues
  - 1r al Grand Prix de Cannes
  - 1r a la Binche-Tournai-Binche
  - Vencedor d'una etapa a la Volta a Irlanda
  - Vencedor de 2 etapes a la Volta a Luxemburg
- 1986
  - 1r al Tour de Flandes
  - 1r al Nationale Sluitingsprijs
  - 1r a l'Acht van Chaam
- 1987
  -  Campió dels Països Baixos en ruta
  - 1r al Nationale Sluitingsprijs
  - 1r al Grand Prix de Fourmies
  - 1r al Giro del Piemont
  - 1r al Gran Premi del cantó d'Argòvia
  - 1r a la Druivenkoers Overijse
  - 1r al Gran Premi de la tardor
  - Vencedor d'una etapa al Tour de França
- 1988
  - 1r a la Lieja-Bastogne-Lieja
  - 1r a l'Étoile de Bessèges i vencedor d'una etapa
  - 1r a la Herald Sun Tour i vencedor d'una etapa
  - Vencedor d'una etapa al Tour de França
  - Vencedor d'una etapa a la Volta a Andalusia
- 1989
  - Vencedor de 2 etapes a la París-Niça
- 1990
  - 1r a l'Amstel Gold Race
  - 1r al Gran Premi del cantó d'Argòvia
  - 1r a l'Omloop van de Vlaamse Scheldeboorden
- 1991
  - 1r al Circuit de Getxo
  - 1r al New Jersey National Bank Classic
  - Vencedor d'una etapa a la Volta als Països Baixos
- 1997
  - 1r a l'Acht van Chaam
- 1999
  - 1r al Gran Premi Marcel Kint

### Resultats al Tour de França
- 1982. 102è de la classificació general
- 1983. 37è de la classificació general
- 1984. Abandona (14a etapa). Porta el mallot groc durant una etapa
- 1985. 51è de la classificació general
- 1987. 105è de la classificació general. Vencedor d'una etapa
- 1988. 84è de la classificació general. Vencedor d'una etapa
- 1989. Abandona (10a etapa)
- 1990. 111è de la classificació general
- 1992. Abandona (13a etapa)

### Resultats a la Volta a Espanya
- 1991. 71è de la classificació general

### Resultats al Giro d'Itàlia
- 1993. 100è de la classificació general

## Palmarès en ciclocròs
- 1988-1989
  -  Campió dels Països Baixos de ciclocròs
- 1989-1990
  -  Campió dels Països Baixos de ciclocròs
- 1990-1991
  -  Campió dels Països Baixos de ciclocròs
- 1991-1992
  -  Campió dels Països Baixos de ciclocròs
- 1994-1995
  -  Campió dels Països Baixos de ciclocròs
- 1995-1996
  -  Campió del món de ciclocròs
- 1996-1997
  - 1r a la Copa del món de ciclocròs
  - 1r al Superprestige
- 1998-1999
  -  Campió dels Països Baixos de ciclocròs